# Montagnes
Montagnes är ett distrikt i Elfenbenskusten. Det ligger i den sydvästra delen av landet, 260 km väster om huvudstaden Yamoussoukro. Antalet invånare var 3 027 023 vid folkräkningen 2021. Montagnes gränsar till Woroba, Sassandra-Marahoué och Bas-Sassandra samt till Liberia och Guinea.
Montagnes delas in i regionerna:
- Cavally
- Guémon
- Tonkpi